# 鸡天

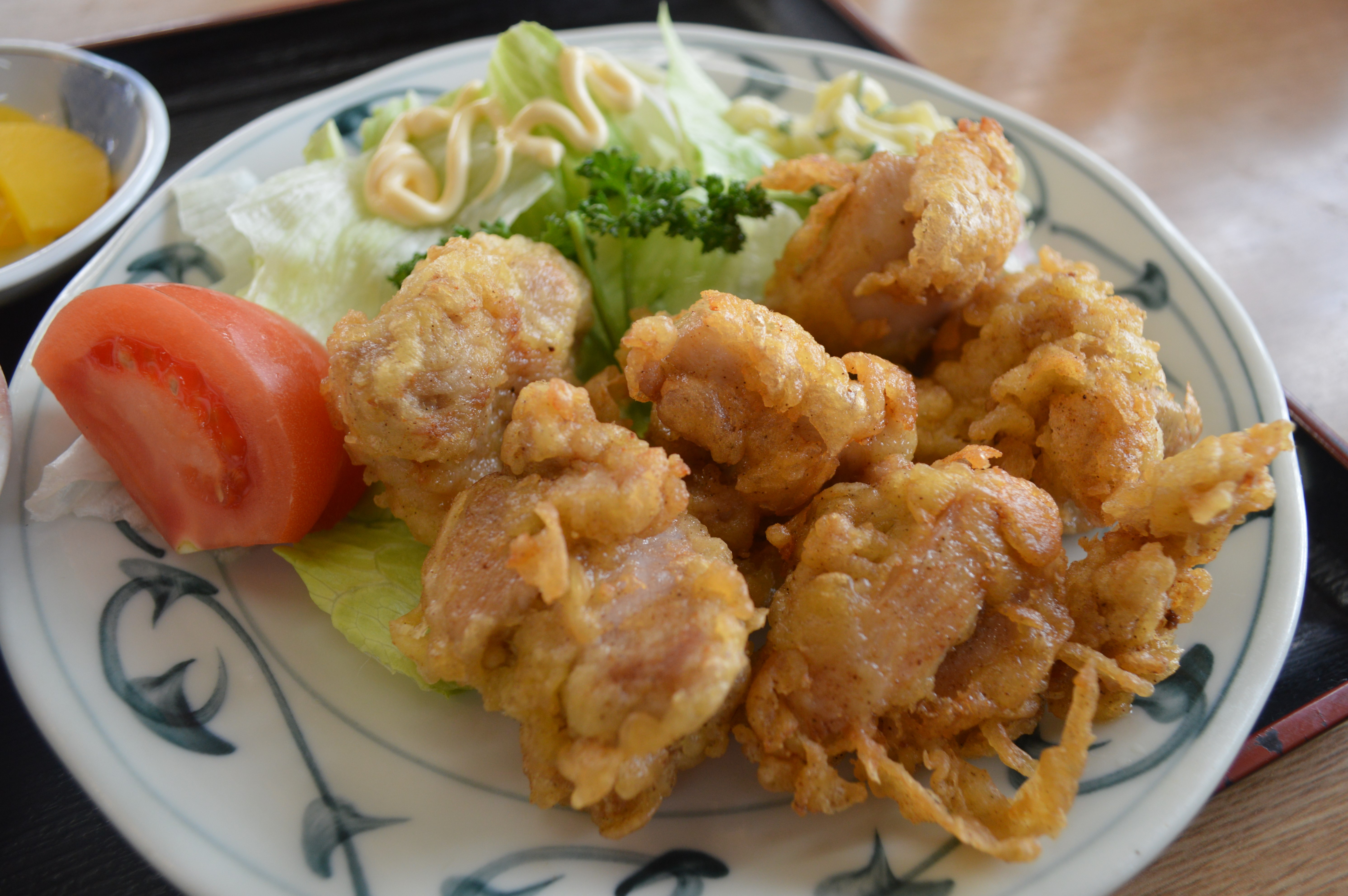
鸡肉天妇罗

鸡天（日语：とり天／とりてん），日本的一种為炸雞肉的食品，是日本大分县的特产。由鸡肉上天妇罗油炸而成。

## 原料
鸡肉天妇罗的原料大致为海鲜类天妇罗、蔬菜类天妇罗、禽类天妇罗三类。